# Diospyros mannii
Diospyros mannii är en tvåhjärtbladig växtart som beskrevs av William Philip Hiern. Diospyros mannii ingår i släktet Diospyros och familjen Ebenaceae. Inga underarter finns listade i Catalogue of Life.